# Sărăcsău, Alba
Sărăcsău este un sat în comuna Șibot din județul Alba, Transilvania, România.

## Imagini

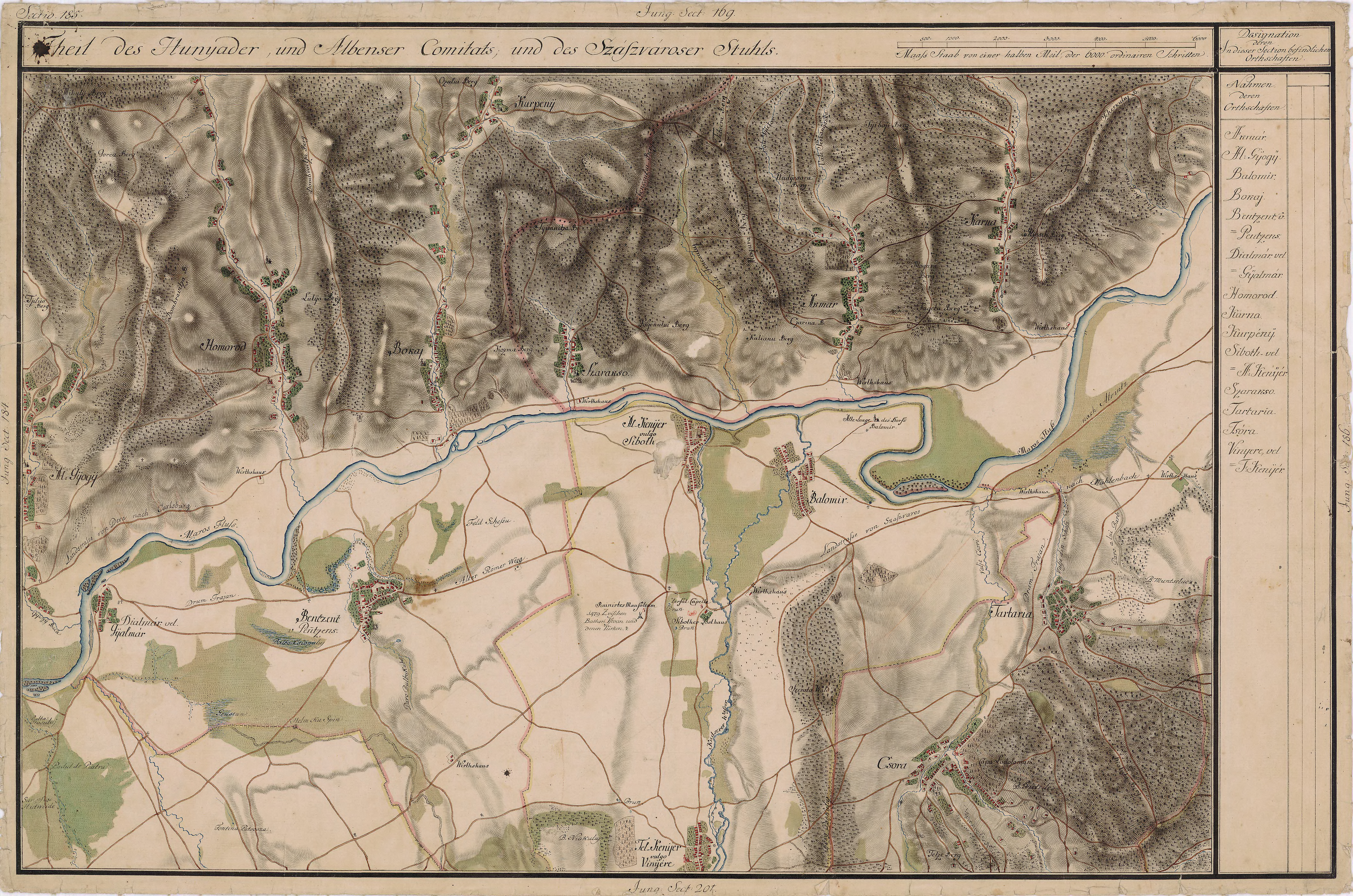
Sărăcsău în Harta Iosefină a Transilvaniei, 1769-1773